# 62-я пехотная дивизия (Российская империя)
62-я пехотная дивизия — пехотное соединение в составе Русской императорской армии.

## История дивизии
Сформирована в июле 1914 года из кадра 13-й пехотной дивизии. Вошла в состав 7-й армии Одесского военного округа.

Четыре пехотные дивизии Одесского округа сформировали каждая по второочередной. Дивизии эти составили при мобилизации 7-ю армию генерала Никитина, на фронт были вызваны только осенью и успели приобрести необходимую спайку и сноровку, что сразу же и сказалось на их работе.

Выделенная из 13-й пехотной дивизии 62-я генерала Иевреинова, попав на Северный фронт, вдребезги разнесла 6-ю германскую резервную дивизию при Еднорожце, где особенно отличился 248-й пехотный Славяносербский полк. Раненые солдаты Славяносербского полка (все — запасные Екатеринославской губернии) отказались идти на перевязку, пока их не сфотографируют на захваченных ими орудиях. Дивизия затем сдерживала на Сане Макензена, а затем составила с 69-й пехотной дивизией XXXVIII армейский корпус на Западном фронте.— А. А. Керсновский. История Русской армии
62-я артиллерийская бригада сформирована в июле 1914 года по мобилизации в Севастополе из кадра, выделенного 13-й артиллерийской бригадой.
Дивизия – участница Люблин-Холмского сражения 9 – 22 июля 1915 г.

## Состав дивизии
- 1-я бригада
  - 245-й Бердянский пехотный полк
  - 246-й Бахчисарайский пехотный полк
- 2-я бригада
  - 247-й Мариупольский пехотный полк
  - 248-й Славяносербский пехотный полк
- 62-я артиллерийская бригада

## Командование дивизии
(Командующий в дореволюционной терминологии означал временно исполняющего обязанности начальника или командира. Должности начальника дивизии соответствовал чин генерал-лейтенанта, и при назначении на эту должность генерал-майоров они как правило оставались командующими до момента своего производства в генерал-лейтенанты).

### Начальники дивизии
- 19.07.1914-26.08.1914 — генерал-лейтенант Лаврентьев, Антон Дмитриевич
- 29.09.1914-12.03.1915 — генерал-лейтенант Иевреинов, Александр Иоасафович
- 03.04.1915-28.08.1917 — генерал-майор (с 02.06.1916 генерал-лейтенант) Енчевич, Марин Драганович
- 07.09.1917-xx.xx.xxxx — генерал-майор Потапов, Степан Захарович

### Начальники штаба дивизии
- 1914 — полковник Чеглов, Михаил Петрович
- 1914 — подполковник Шайбле, Александр Яковлевич
- 20.02.1915-после 01.01.1916 — и. д. полковник Сребницкий, Дмитрий Павлович
- 20.12.1916-17.03.1917 — генерал-майор Ладыженский, Гавриил Михайлович
- 28.09.1917-xx.xx.xxxx — подполковник Лайдонер, Иван Яковлевич

### Командиры бригады
- 29.07.1914-15.07.1915 — генерал-майор Скорняков, Александр Николаевич
- раньше 09.10.1917-хх.хх.хххх — полковник (с 09.10.1917 генерал-майор) Станкевич, Антон Владимирович

### Командиры 62-й артиллерийской бригады
- 25.07.1914 —  10.07.1916 — командующий полковник Шепелев, Павел Васильевич
- 10.07.1916 — xx.xx.xxxx — генерал-майор Гуржин, Михаил Васильевич